# Gold ～直到重逢之日～
〈Gold ～直到重逢之日～〉（日语：／ Gōrudo 〜Mataauhimade〜 */?）是日裔美籍創作歌手宇多田光的數碼單曲，於2023年7月28日由史詩唱片發行。歌曲為電影《王者天下3：命運之炎》主題曲，也是她與A.G.庫克第三次共同製作的作品。宇多田其後亦推出由組合m-flo的成員☆Taku Takahashi重混的歌曲「Taku's Twice Upon a Time Remix」版本，以及收錄歌曲多個版本的EP。
歌曲的曲風為浩室，特色是前後部分的風格迥異，從前半宏大的抒情曲風格轉換至後半較快的浩室風格。宇多田亦以「探究幸福的意義」作為主題填詞，表達出「應該先放棄去追尋，才能看清楚自己所要的」。歌曲獲得樂評家的正面評價，包括讚賞宇多田的元音運用技巧。歌曲發行後最高登上日本《告示牌》百大單曲榜10位以及《Oricon》單曲合算排行榜第35位。
〈Gold ～直到重逢之日～〉的音樂影片由導演山田智和執導拍攝，成為宇多田首次在日本街頭取景的音樂影片。宇多田在歌曲發行後積極宣傳作品，包括登上Spotify的Podcast與日本亞馬遜的節目，以及演員杏的YouTube影片。她亦登上《CDTV LIVE! LIVE!》與《Live Yell 2023 ～新的夏天～》等音樂節目演唱歌曲。

## 背景與製作
〈Gold ～直到重逢之日～〉由宇多田光獨自創作，製作方面與音樂製作人A.G.庫克共同合作，是為他們繼2021年的〈One Last Kiss〉和〈為你著迷〉後的第三次合作。宇多田自搬家後一直未完成工作室的佈置，因此在搬家後的一年間幾乎只依靠家中的鋼琴創作，並主要集中在旋律與和弦部分的創作。
其後她創作出歌曲後半節奏較快的部分，並對此感到非常滿意。在收到電影《王者天下3：命運之炎》主題曲邀請後，宇多田嘗試應片商要求創作出歌曲前半的抒情曲風格，但創作過程陷入膠著狀態。最終她花費了約三至四個月時間等待靈感湧現才完成全曲的創作。
由於宇多田滿意過往的合作經驗，因此決定再次與庫克共同製作歌曲。有別於過往兩次的合作過程，他們這次在倫敦的錄音室共同製作此歌曲。宇多田在截止日的早上才完成樣本唱片的製作，並與庫克一起在錄音室反覆檢查與調整樣本的音軌與音色。

## 詞曲
〈Gold ～直到重逢之日～〉全長4分14秒，以E大調創作，BPM為122。這是一首浩室歌曲，特色為前後部分的風格迥異。歌曲以細膩的原聲鋼琴聲與和弦編排開始，並伴隨著猶如在說話而略帶扭曲的旋律。歌曲的前半部分被形容為宏大的抒情曲，而宇多田具節奏藍調感覺的聲樂則被形容沙啞而滑順。
歌曲其後加入透過加入合成貝斯等樂器讓節拍躍動起來，原本的原音樂聲音亦被帶有斷奏效果的人工聲音所取代，使音樂轉變為浩室風格，並帶有A.G.庫克的標誌性節拍。歌曲亦加入具層次感的打擊樂器聲音，並伴隨感覺和諧的聲樂。在被認為將會到達決定性的高潮部分的瞬間，歌曲突然完結。
歌曲以「探究幸福的意義」作為主題，表達出「應該先放棄去追尋，才能看清楚自己所要的」。歌曲的前半部分為嘗試通過追憶而消化當下別離的痛苦，而其後則邁向面對可能迎接悲劇的未來。宇多田亦在填詞上靈巧地運用元音，在每個樂句上幾乎都使用「o」結尾，但當節拍變得激烈的時候便改用「a」與「u」的重音，而節拍再次緩和的時候又改回使用「o」結尾。

## 發行與宣傳
2023年6月2日，官方公開〈Gold ～直到重逢之日～〉的發行消息，而歌曲的片段亦在電影《王者天下3：命運之炎》的預告率先公開。歌曲在2023年7月28日於全球多國以線上下載及串流媒體形式發行，而它的「Taku's Twice Upon a Time Remix」重混版本則在8月25日繼續以數位形式發行。歌曲的同名EP在9月13日以同樣形式發行，收錄歌曲的原版和重混版，以及它們的純音樂版，並加上重混版的新前奏版本。
2023年7月12日，宇多田在歌曲發行前推出線上宣傳活動，只要在Spotify跟iTunes Store等指定的音樂平台預約或保存歌曲即可參與抽選合共300個名額的紀念鏡子。8月2日，宇多田光登上Spotify的Podcast《New Music Wednesday [Music+Talk Edition]》接受採訪，她亦在8月17日登上亞馬遜音樂的節目《Amazon Music presents 宇多田光 B-Side 公開收錄》，接受音樂雜誌《MUSICA》主編有泉智子的採訪，而節目內容其後在8月30日至9月19日在播放列表「B-Side: Tokyo Crossing宇多田光」供會員重溫。
9月8日，她登上了電影《王者天下3：命運之炎》演員杏的YouTube影片，一同製作餃子並宣傳作品。9月9日，為慶祝歌曲的數碼EP發行，宇多田再次推出預約與保存歌曲的線上宣傳活動，抽選合共100個名額的紀念鏡子。而9月13日至15日則在YouTube頻道以首映形式公開早前於8月分別由三名DJ進行的DJ混音活動影片。她亦在9月登上雜誌《Elle》的中國版數碼版封面並接受專訪。

## 封面設計
〈Gold ～直到重逢之日～〉的封面由曾為宇多田拍攝專輯《初戀》與《BAD MODE》等封面的攝影師Takay負責，並在同年初夏於倫敦拍攝。宇多田在封面身穿的白色服裝由造型師小川恭平，以及曾經為山姆·史密斯與Lady Gaga等歌手設計服飾的日本時裝設計師小泉智貴度身訂造，以呈現出歌曲表達的世界觀。單曲封面連同宇多田的全新宣傳照均於7月12日公開。

## 重混版本

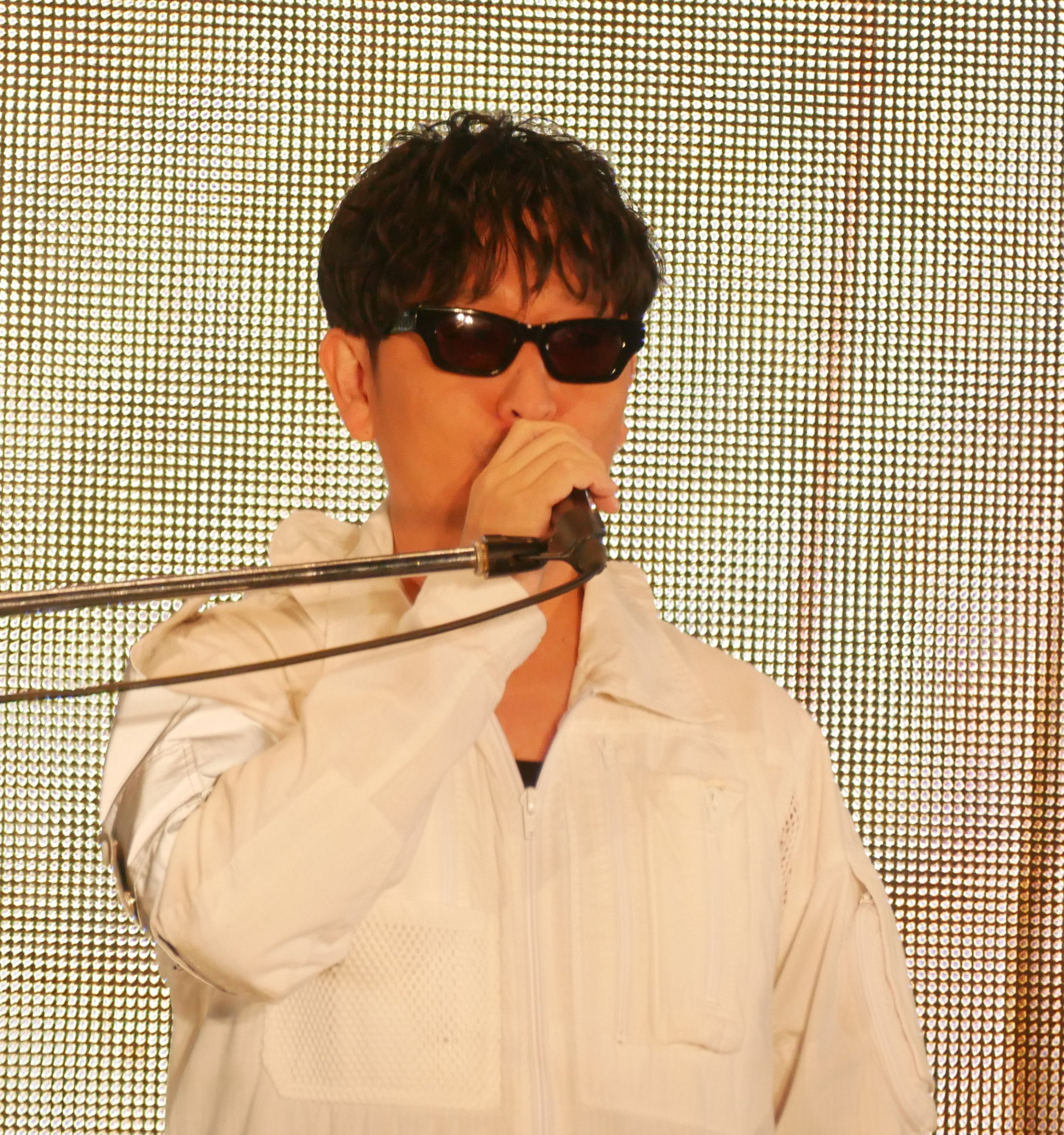
歌曲的重混版本由☆Taku Takahashi（圖）負責

〈Gold ～直到重逢之日～〉的「Taku's Twice Upon a Time Remix」官方重混版本由組合m-flo的成員☆Taku Takahashi負責。此前他曾為宇多田的〈DISTANCE〉（2001年）混音，亦曾為她於《BAD MODE》（2022年）發行期間於淘兒唱片舉行的快閃店活動進行DJ混音現場表演。由於宇多田非常滿意他當時的DJ混音，因此在團隊構想為新曲重混的人選時推薦了他，以促成這次合作。
有別於一般的重混製作過程，宇多田本人為歌曲的重混提出多項意見，包括在收到對方的語音錄製要求後思考錄音的內容，其後決定把它設定為電話交談的內容，並讓對方把聲音處理成電話答錄機的訊息。宇多田亦為重混版本新加入部分演唱內容，包括「噢寶貝」的歌詞。因此歌曲的重混版本亦被形容為更像是加值版。
歌曲重混版的曲風為澤西俱樂部，☆Taku Takahashi表示希望透過有別於原版的曲風體現出感到共鳴的歌詞內容，而澤西俱樂部則是最適合的曲風。重混版捨棄了原曲前半沉靜的部分，從開始便呈現出強勢推進的感覺。《Block.fm》的Jun Fukunaga讚賞歌曲的重混版本，指歌曲結尾的鋼琴聲處理亦具有夜店頌歌的感覺，並認為作品有助把夜店音樂與舞曲引入日本的流行音樂。

## 反響
〈Gold ～直到重逢之日～〉獲得樂評家的正面評價。《Rockin'On》的矢島由佳子讚賞歌曲前半有著宇多田的優美顫音等精緻聲音設計，而後半則反映出她優秀的元音運用技巧。《Real Sound》的石井惠梨子讚賞在歌曲前半被宇多田特有的神秘停頓而吸引著，而歌曲其後的走向更是像未能被即時解開的謎團一樣，讓人想要反覆聆聽。日本《告示牌》的編輯把歌曲評為一週推薦的三首女性新曲之一，讚賞能夠從作品感覺宇多田獨一無二的魅力。《雅虎日本》的Suzie鈴木把歌曲比喻為黃金，表示正因它的純度不高，所以才會堅強而穩固，而這就是它永恆的原因。
在日本，〈Gold ～直到重逢之日～〉在發行首週以近1萬首下載量空降《Oricon》的單曲下載排行榜第3位，並同時空降日本《告示牌》歌曲下載排行榜第4位。歌曲在次週空降Oricon單曲合算排行榜第35位，以及在日本《告示牌》百大單曲榜從第40位升至第10位的新高，並成為該週電台播放排名最高的作品。歌曲亦在發行次週空降日本《告示牌》的歌曲串流排行榜第54位。在台灣，歌曲發行後最高登上HITO日亞排行榜冠軍。

## 音樂影片
〈Gold ～直到重逢之日～〉的音樂影片由曾執導米津玄師的〈Lemon〉以及愛繆的〈金盞花〉等音樂影片的導演山田智和執導拍攝。影片在2023年夏天於日本拍攝，成為宇多田首次在日本街頭取景的音樂影片。影片以夜晚的街頭作為背景，並有著令人印象深刻的霓虹燈與燈光，充滿臨場感而使觀眾進一步投入歌曲的世界。影片亦展現宇多田在新宿西口的夜空飛舞的畫面。
音樂影片的預告片段在2023年8月8日公開，而完整的音樂影片其後則在8月11日的日本時間晚上九時於YouTube以首映形式公開。截至2024年10月，影片在YouTube的播放量已經超過550萬次。〈Gold ～直到重逢之日～〉的音樂影片亦在2023年8月25日至31日於東京、大阪與名古屋的電影院限定上映一週，創下音樂影片在電影院上映的首例。

## 現場表演
宇多田總共進行了三場電視節目表演以宣傳歌曲。2023年7月31日，她相隔約一年再次登上TBS電視台音樂節目《CDTV LIVE! LIVE!》，並首次在電視節目上演唱〈Gold ～直到重逢之日～〉。她在8月12日登上NHK音樂節目《Live Yell 2023 ～新的夏天～》演唱歌曲，並接受相隔24年相見的主持人内村光良訪問。她其後在8月20日登上富士電視台的綜藝節目《松本to中居》，接受兩名主持人松本人志與中居正廣的訪問並演唱歌曲。

## 歌曲列表
| 線上下載 串流媒體 | 線上下載 串流媒體             | 線上下載 串流媒體 |
| 曲序              | 曲目                          | 时长              |
| ----------------- | ----------------------------- | ----------------- |
| 1.                | Gold ～直到重逢之日～（「」） | 4:14              |

| 線上下載 串流媒體 – Taku's Twice Upon a Time Remix | 線上下載 串流媒體 – Taku's Twice Upon a Time Remix      | 線上下載 串流媒體 – Taku's Twice Upon a Time Remix |
| 曲序                                               | 曲目                                                    | 时长                                               |
| -------------------------------------------------- | ------------------------------------------------------- | -------------------------------------------------- |
| 1.                                                 | Gold ～直到重逢之日～（Taku's Twice Upon a Time Remix） | 4:28                                               |

| 線上下載 串流媒體 – EP | 線上下載 串流媒體 – EP                                                  | 線上下載 串流媒體 – EP |
| 曲序                   | 曲目                                                                    | 时长                   |
| ---------------------- | ----------------------------------------------------------------------- | ---------------------- |
| 1.                     | Gold ～直到重逢之日～                                                   | 4:15                   |
| 2.                     | Gold ～直到重逢之日～（Instrumental）                                   | 4:15                   |
| 3.                     | Gold ～直到重逢之日～（Taku's Twice Upon a Time Remix）                 | 4:30                   |
| 4.                     | Gold ～直到重逢之日～（Taku's Twice Upon a Time Remix）（Instrumental） | 4:30                   |
| 5.                     | Gold ～直到重逢之日～（Taku's Twice Upon a Time Remix）（ALT Intro）    | 4:28                   |

## 製作名單
資料來自《SCIENCE FICTION》的專輯註釋
錄音室
- Livingston Studio 1（英语：Livingston Recording Studios）（倫敦） – 原聲鋼琴錄製
- 艾比路錄音室（倫敦） – 聲樂錄製
- Pierce Room（倫敦） – 混音

參與人員
- 宇多田光 – 詞曲創作、製作、全聲樂、鍵盤與編程
- A.G.庫克 – 製作、編程
- 史蒂夫·菲茨莫里斯（英语：Steve Fitzmaurice） – 原聲鋼琴錄製、混音
- 齊藤祐也 – 聲樂錄製
- 露絲·奧馬霍尼-布雷迪（Ruth O'Mahony-Brady） – 原聲鋼琴

## 榜單排名
| 週榜單（2023年）                 | 最高 位置 |
| -------------------------------- | --------- |
| 日本（Oricon單曲下載排行榜）     | 3         |
| 日本（Oricon單曲合算排行榜）     | 35        |
| 日本（《告示牌》百大單曲榜）     | 10        |
| 日本（《告示牌》歌曲下載排行榜） | 4         |
| 日本（《告示牌》歌曲串流排行榜） | 54        |
| 台灣（HITO日亞排行榜）           | 1         |

| 年榜單（2023年）                 | 位置 |
| -------------------------------- | ---- |
| 日本（Oricon單曲下載排行榜）     | 98   |
| 日本（《告示牌》歌曲下載排行榜） | 100  |

## 發行歷史
| 地區 | 日期          | 版本                           | 形式              | 廠牌 | 來源   |
| ---- | ------------- | ------------------------------ | ----------------- | ---- | ------ |
| 多國 | 2023年7月28日 | 原版                           | 線上下載 串流媒體 | 史詩 | [ 14 ] |
| 多國 | 2023年8月25日 | Taku's Twice Upon a Time Remix | 線上下載 串流媒體 | 史詩 | [ 15 ] |
| 多國 | 2023年9月13日 | EP                             | 線上下載 串流媒體 | 史詩 | [ 46 ] |